# Castro Theatre

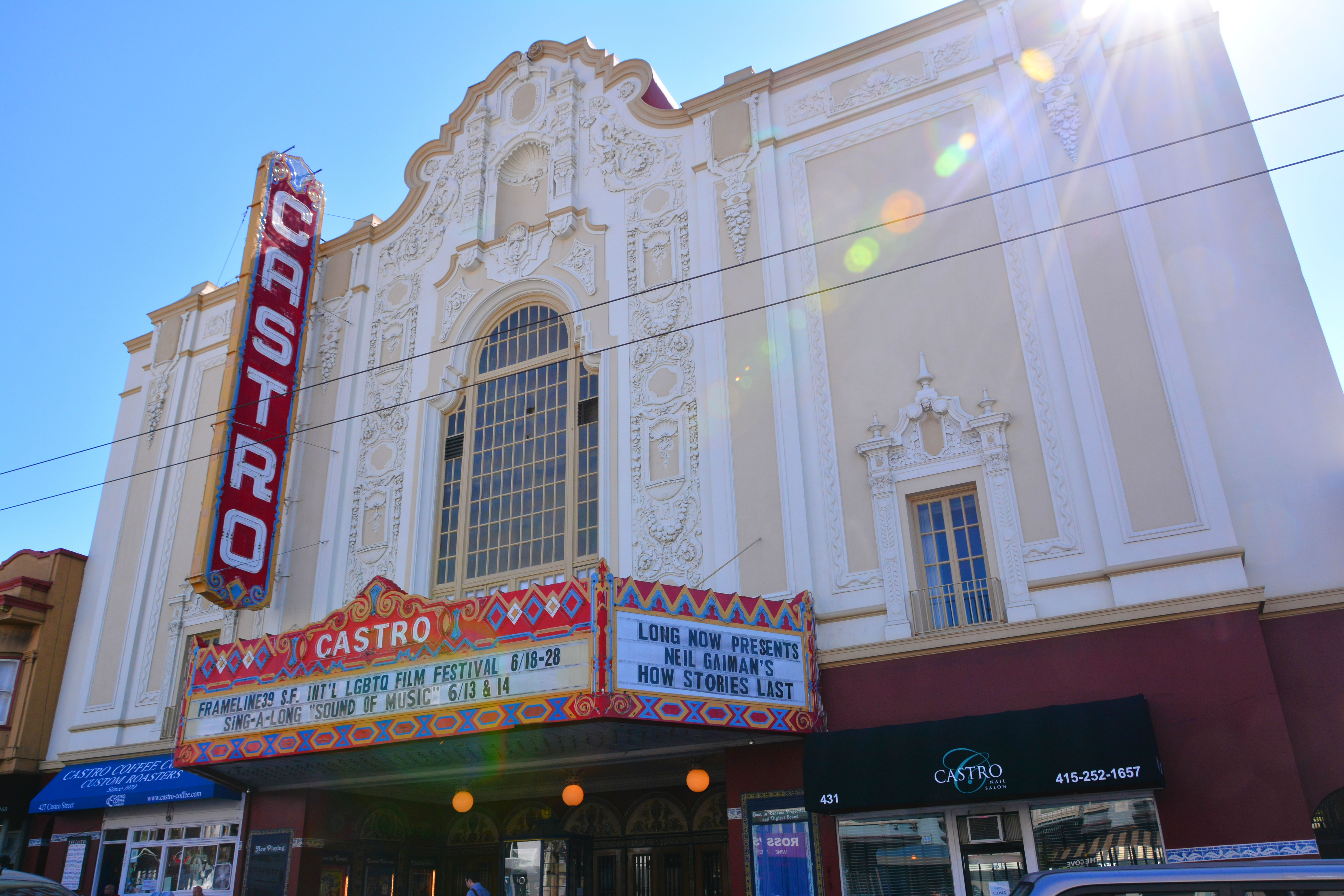
Fassade des Castro-Theaters

Das Castro Theatre ist ein Kino in der US-amerikanischen Stadt San Francisco. Es befindet sich in der Castro Street im gleichnamigen Viertel The Castro und wurde 1977 als 100. Gebäude in die Liste der San Francisco Designated Landmarks aufgenommen. Gebaut wurde das Kinogebäude im Jahr 1922. Es verfügt über eine Leinwand, das Fassungsvermögen beträgt etwas mehr als 1400 Plätze und zur Ausstattung gehört eine Kinoorgel der Firma Wurlitzer.
Für den Film Milk (2008) über den Politiker Harvey Milk diente das Castro Theatre als Kulisse. Im Vorfeld wurde auch mit Unterstützer der Filmmacher die Neonbeleuchtung am Vordach wieder instand gesetzt und die Fassade neu gestrichen. Anfang 2022 teilten die Betreiber mit, dass sie das Kino zu einer Veranstaltungshalle umwidmen wollen.